# 涼風真世
涼風真世（日语：／ Suzukaze Mayo，1960年9月11日—），日本女演員、配音員、歌手。元寶塚歌劇團月組TOP star。身高163cm。O型血。
出身於宮城縣石卷市。暱稱是取自本名的，也是她個人事務所的名稱。大阪薰英女子高等學校畢業。
作為配音員，她因在動畫《浪客劍心 (1996年版)》飾演緋村劍心而聞名。

## 簡歷
涼風真世出生於宮城縣石卷市，後來由於父親工作調動，從北海道釧路市、富山縣高岡市搬到了大阪府大阪市。由於他們已經在高岡市建造了房子，所以只有父親和涼風搬到了大阪。
1981年，身為第67期生的她加入了寶塚歌劇團，初舞台為花組的。之後被分去月組。
前一任的TOP劍幸退團之後，1990年她成為月組的TOP star，接著以1991年的《凡爾賽玫瑰 奧斯卡篇》為披露目。之後完成了《大酒店》的公演後，於1993年7月31日退團。
從那時起，她出現在電視劇、舞台和電影上。獲得第33屆菊田一夫戲劇獎。並曾作為歌手發行了CD。
2004年7月，涼風真世與三得利職員、前日本橄欖球代表早稻田大學橄欖球教練今泉清結婚，其後於2009年離婚。
由於與宮城縣有淵源，她被任命為「宮城夢想大使」，向全國宣傳「故鄉宮城」的魅力。

## 寶塚歌劇團時期主要舞台演出

### 月組時期
1981年
- 3月—5月 初舞台、
- 5月 月組配屬

1982年
- 10月—11月 《熱情的巴塞隆納（日语：情熱のバルセロナ）》10月（新人公演）—飾 拉斐爾

1983年
- 1月 （Bow Hall公演）—飾 博士
- 3月—5月 《月光浪漫（日语：ムーンライト・ロマンス）》4月（新人公演）—飾 米歇爾
- 11月—12月 《飛翔一千零一夜》12月（新人公演）—飾 卡瑪拉爾·扎曼／阿布雷瑟

1984年
- 5月—6月 《沈丁花的小道》—飾 久保大六、6月（新人公演）—飾 折岩半之助。《The Revue II（日语：ザ・レビューII -TAKARAZUKA FOREVER-）》—飾 喬治
- 11月—12月 《紅男綠女（日语：ガイズ&ドールズ (宝塚歌劇)）》—飾 拉斯提、11月（新人公演）—飾 奈森

1985年
- 1月 《快樂天使》（Bow Hall公演）—飾 卡納梅爾
- 5月—6月 《雙城記》—飾 皮埃爾、6月（新人公演）—飾 西德尼
- 9月 《Sweet Little Rock 'n' Roll》（Bow Hall公演）—飾 比利
- 11月—12月 《心跳的花的傳說》—飾 斯特凡諾、（新人公演）—飾 讓·馬里奧。《The Swing》—飾 船員

1986年
- 1月 《夢的彼方》（Bow Hall公演）—飾 漢斯·克里斯汀·安徒生
- 5月—6月 《哀愁》5月（新人公演）—飾 羅伊
- 11月—12月 《巴黎，那悲傷的奏鳴曲》—飾 羅蘭、11月（新人公演）—飾 傑夫。《La Nostalgie（日语：ラ・ノスタルジー）》—飾 詹姆斯

1987年
- 5月—6月 《我和我的女孩（日语：ミー・アンド・マイガール#宝塚版）》—飾 傑基、5月（新人公演）—飾 比爾
- 11月—12月 《我和我的女孩》—飾 傑基、（與劍幸替役）—飾 比爾

1988年
- 1月 《紫丁香牆的囚人們（日语：リラの壁の囚人たち）》（Bow Hall公演）—飾 艾德華
- 5月—6月 《南之哀愁（日语：南の哀愁）》—飾 亨利。《Viva！Shiva！（日语：ビバ!シバ!）》—飾 地獄天使
- 11月—12月 《戀愛、霧中警笛、銀表》—飾 阿爾伯特。《Rainbow Shower（日语：レインボー・シャワー）》—飾 小丑

1989年
- 2月 《紅與黑（日语：赤と黒 (宝塚歌劇)）》（Bow Hall公演）—飾 朱利安
- 5月—6月 《新源氏物語（日语：源氏物語 (宝塚歌劇)）》—飾 夕霧（日语：夕霧 (源氏物語)）／惟光（日语：藤原惟光）。《The Dreamer》—飾 夢想歌手
- 9月—10月 《凡爾賽玫瑰 -菲爾遜與瑪麗·安東妮篇-（日语：ベルサイユのばら (宝塚歌劇)）（星組特別演出）》—飾 奧斯卡（日语：オスカル・フランソワ・ド・ジャルジェ）
- 11月—12月 《天使的微笑，惡魔的眼淚（日语：天使の微笑・悪魔の涙）》—飾 梅菲斯特。《Red Hot Love（日语：レッド・ホット・ラブ）》—飾 音樂家

1990年
- 2月—3月 《遠大前程》—飾 赫伯特。《The Modern（日语：ザ・モダーン）》—飾 天堂鳥人
- 3月—4月 《凡爾賽玫瑰 -菲爾遜篇-（日语：ベルサイユのばら (宝塚歌劇)）（花組特別演出）》—飾 奧斯卡
- 8月—9月 《川霧的橋（日语：川霧の橋）》—飾 半次。《愛的媚藥（日语：ル・ポァゾン 愛の媚薬）》—飾 序言的紳士、歌手

### 月組TOP時期
1991年
- 《倒數計時1991》—飾 眠狂四郎、淑女、叢林人、時間巡警S （Bow Hall）1/27～2/11
- 《凡爾賽玫瑰 -奧斯卡篇-（日语：ベルサイユのばら (宝塚歌劇)）》—飾 奧斯卡（日语：オスカル・フランソワ・ド・ジャルジェ） （寶塚大劇場）3/28～5/7、（東京寶塚劇場）7/2～7/31[注 1]
- 《銀之狼（日语：銀の狼）》－飾 斯魯巴。《BREAK THE BORDER！（日语：ブレイク・ザ・ボーダー!）》—飾 流氓之星、西班牙女士 （寶塚大劇場）9/20～10/29

1992年
- 《咖啡園（日语：珈琲カルナバル）》—飾 胡里歐。《夢一般的芬芳（日语：夢・フラグランス）》—飾 陌生人S （寶塚大劇場）1/1～2/11、（東京寶塚劇場）4/4～4/29、（地方公演）9/12～10/3
- 《倒數計時！》—飾 眠狂四郎、淑女、叢林人、時間巡警S （東京、名古屋特別公演）2/22～2/27、3/1～3/3
- 《PUCK（日语：PUCK）》—飾 帕克（英语：Puck (folklore)）。《The Memories of You（英语：メモリーズ・オブ・ユー (宝塚歌劇)）》—飾 愛的歌手 （寶塚大劇場）7/3～8/18、（東京寶塚劇場）11/2～11/27

1993年
- 《寶壽頌（星組特別演出）》—飾 寶壽的若眾S。《PARFUM DE PARIS（日语：PARFUM DE PARIS）（星組特別演出）》—飾 跳舞的蝴蝶人A （寶塚大劇場）1/22～1/31
- 退團公演《大酒店（日语：グランドホテル (宝塚歌劇)）》—飾 奧托。《BROADWAY BOYS（日语：BROADWAY BOYS）》—飾 吉米 （寶塚大劇場）4/2～5/10、（東京寶塚劇場）7/2～7/31
- 《LOST ANGEL》—飾 梅菲斯特 （Bow Hall）5/30～6/12

## 離開寶塚歌劇團後的主要活動

### 舞台
- 旋轉木馬（英语：Carousel (musical)）
- 42街（英语：42nd Street (musical)）
- 我和我的女孩（英语：Me and My Girl）（2003年3月2日—30日，帝國劇場）—飾 傑奎琳（傑基）·卡斯頓
- 紫屋魔戀（英语：The Witches of Eastwick (film)）—飾 簡·史馬特
- 阿墨—飾 最上美女丸·淀之方
  - ～AZUMI ON STAGE～（2005年4月3日—26日，明治座）
  - ～AZUMI RETURNS～（2006年4月1日—16日，明治座／4月29日—5月4日，梅田藝術劇場（日语：梅田芸術劇場）主廳）
- （電視劇改編舞台劇）
- 瑪麗·安托瓦內特（英语：Marie Antoinette (musical)）（2006年）—飾 瑪麗·安托瓦内特
- 莫札特！—飾 瓦爾德施泰滕男爵夫人
  - 2007年公演（11月—12月，帝國劇場）
  - 2010年公演（11月—2011年1月，帝國劇場／梅田藝術劇場金澤歌劇座（日语：金沢歌劇座））
  - 2018年公演（5月—8月，帝國劇場／梅田藝術劇場／御園座）[5]
  - 2021年公演（4月—6月，帝國劇場／札幌文化藝術劇場／梅田藝術劇場）[6]
  - 2024年公演（8月—11月，帝國劇場／梅田藝術劇場／博多座）[7]
- 伊麗莎白
  - 飾 伊莉莎白（2008年）
  - 飾 蘇菲（2016年、2022年[8]）
- 海盜女王（英语：The Pirate Queen）
- 蝴蝶夢（日语：レベッカ (ミュージカル)#2010年版）—飾 丹佛斯夫人
- 羅密歐與茱麗葉（2011年、2013年）—飾 凱普萊特夫人
- 宛如蛇蠍（日语：蛇蠍のごとく#舞台版）
- 飛鳶加藤 ～使用幻術的神秘忍者～（2012年）—飾 桔梗
- Lady Bess（英语：Lady Bess）（2014年、2017年）—飾 凱特·阿什利
- （2015年、2016年）—飾 克萊爾
- The Sparkling Voice -10名貴族-（2016年1月29日、30日、2月1日，Theatre Creation（日语：シアタークリエ））
- 麥迪遜之橋（英语：The Bridges of Madison County (musical)）（2018年）—飾 法蘭西斯卡
- 透明人（日语：アラバスター (漫画)#ミュージカル）（2022年6月25日—7月3日，東京藝術劇場 Playhouse／7月10日，梅田藝術劇場）—飾 亞美[9]

### 音樂會
- 莫里·葉斯頓（英语：Maury Yeston）80週年紀念音樂會「Life's A Joy！Life Goes On!!」with 20years of Gratitude from Umeda Arts Theater（2025年7月19日、20日，東京國際論壇／7月25日、26日，梅田藝術劇場）[10]

### 電視劇
- 織田信長（日语：織田信長 (1994年のテレビドラマ)）（1994年，東京電視台）—飾 濃姬
- 電視劇新銀河（日语：ドラマ新銀河）（NHK）
  - 魚河岸的王子（日语：魚河岸のプリンセス）（1995年）—飾 日下真由美
- 大河劇（NHK）
  - 秀吉（1996年）—飾 阿瀧
  - 元祿繚亂（1999年）—飾 鷹司信子
  - 利家與松 ～加賀百萬石物語～（2002年）—飾 孝藏主（日语：孝蔵主）
  - 篤姬（2008年）—飾 御由羅（日语：お由羅）
- 京都的藝妓律師之事件簿（日语：京都の芸者弁護士）（朝日電視台）—飾 藤波清香
  - 第1作（1997年10月11日）
  - 第2作（1998年7月25日）
  - 第3作（1999年9月18日）
  - 第4作（2000年9月16日）
  - 第5作（2001年8月18日）
- 週六電視劇（日语：土曜ドラマ (NHK)）（NHK）
  - （1997年）—飾 和田敏江
- 歡樂主婦妙芳鄰（日语：板橋マダムス）（1998年10月14日—12月16日，富士電視台）—飾 相原奈津美
- 流沙戀人啊（日语：砂の上の恋人たち）（1999年，關西電視台）—飾 友田良枝
- 霓裳夢想家（日语：晴れ着ここ一番）（2000年，NHK）—飾 松浦純子
- 女人與愛與推理（日语：女と愛とミステリー）
  - 黑暗的手掌（日语：てのひらの闇#テレビドラマ）（2001年2月14日）—飾 加賀美順子
  - 警部補鳴澤了 ～破彈～（日语：刑事・鳴沢了シリーズ#テレビ東京版）（2005年3月16日）—飾 新見響子
- 週二懸疑劇場
  - 刑警鬼貫八郎（日语：刑事・鬼貫八郎）12（2001年4月3日）—飾 寺島扶美子
  - 身邊警護（日语：身辺警護 (テレビドラマ)）系列—飾 立花直美
    - 9（2001年12月11日）
    - 10（2002年5月28日）
    - 11（2002年9月3日）
    - 12（2003年8月19日）

  - 京都金澤殺人事件系列（日语：京都金沢殺人事件シリーズ）4 京都金澤浦島太郎殺人事件（2003年5月13日）—飾 八幡春香
  - 檢查官霞夕子（日语：女検事・霞夕子）21（2003年10月14日）—飾 池淵鞠子
- Love & Fight（日语：ラブ&ファイト）（2001年9月3日—11月30日，TBS）—飾 一色菜津子
- 超能力魔美（2002年1月5日—3月23日，NHK）—飾 佐倉花枝
- 夢見葡萄（日语：夢みる葡萄）（2003年9月29日—12月15日，NHK）—飾 小川芙美
- 天花（日语：天花 (テレビドラマ)）（2004年，NHK）—飾 佐伯陽子
- 大岡多聞之事件日誌（2005年1月19日，TBS）
- 相棒 Season 3 第14話（2005年2月16日，朝日電視台）—飾 龍崎綾子
- 街頭律師（日语：屋台弁護士）（2005年6月8日，富士電視台）—飾 佐久間春江
- 名奉行！大岡越前（日语：名奉行! 大岡越前）（2005年、2006年，朝日電視台）—飾 阿凜
- 週六WIDE劇場（日语：土曜ワイド劇場）
  - 狩矢父女系列（日语：狩矢父娘シリーズ）7 京都花之艷殺人事件（2006年4月8日）—飾 澤田涼子
- 風的盡頭（日语：風の果て）（2007年10月18日—12月6日，NHK）—飾 宮坂類
- 7人女律師 第2系列 第1話（2008年4月10日，朝日電視台）—飾 田淵真理江

### 紀錄片節目
- NEWS23X（日语：NEWS23X）特集「廣島、長崎…原子彈爆炸 不為人知的真相」—旁白
- 紀錄片同期生「心中已故的朋友 ～寶塚歌劇團第67期生～」（2012年12月28日，NHK）

### 教育節目
- 大人的玩耍時間（NHK綜合）
- 趣味園藝（2012年4月—，每月1回，NHK教育）—「盆栽玫瑰」單元助理

### 電視動畫
- 浪客劍心 (1996年版)（1996年—1998年，富士電視台）—飾 緋村劍心
- 雪之女王（2005年—2006年，NHK）—飾 雪之女王[11][12]
- 雙面騎士 ～Le Chevalier D'Eon～（2006年—2007年，WOWOW）—飾 瑪麗＝夏綠蒂[13][14]

### 電影動畫
- 劇場版 怪醫黑傑克（1996年11月30日）—飾 喬·卡蘿爾·布萊恩[15]
- 浪客劍心：給維新志士的安魂曲（1997年12月20日）—飾 緋村劍心

### OVA
- 浪客劍心 追憶篇（1999年2月—9月）—飾 緋村劍心
- 浪客劍心 星霜篇（2001年12月—2002年3月）—飾 緋村劍心
- 浪客劍心 新京都篇（2011年12月（前篇）先行劇院公開）—飾 緋村劍心[16]

### 遊戲
- 浪客劍心系列—飾 緋村劍心
  - 維新激鬥篇（1996年11月29日）
  - 十勇士陰謀篇（日语：るろうに剣心 -明治剣客浪漫譚- 十勇士陰謀編）（1997年12月18日）
  - 炎上！京都輪廻（2006年9月14日）
  - 再閃（2011年3月10日）
  - 完醒（2012年8月30日）[17]
- DOG OF BAY（2000年12月14日）—飾 卡繆
- J-STARS Victory VS（日语：ジェイスターズ ビクトリーバーサス）（2014年3月19日）—飾 緋村劍心
- 怪物彈珠（2018年8月17日）—飾 緋村劍心
- JUMP FORCE（2019年2月14日）—飾 緋村劍心
- 言靈戰士（日语：共闘ことばRPG コトダマン）（2020年7月3日）—飾 緋村劍心

### 網路動畫
- 頻道5.5（日语：ディー・エル・イー） 「凡爾賽玫瑰」（2014年）—飾 奧斯卡（日语：オスカル・フランソワ・ド・ジャルジェ）

### 外語配音
- 替身殺手（梅格·柯本〈蜜拉·索維諾〉）

### 廣告
- 樂天 巧克力派
- 三得利 響（與攝影師阿爾伯特·沃森共同演出名為「響屋」的虛構旅館女老闆）
- Mister Donut 

### 廣播節目
- 志之輔廣播電台 DE日期（日语：志の輔ラジオ 落語DEデート）（2012年1月8日，文化放送）

## 音樂作品

### 單曲
- （1994年12月16日）[18]
- （1996年5月22日）[19]
- （1997年6月4日）[20]

### 專輯
- MINE（1996年5月22日）[21]
  - MINE (20th Anniversary Deluxe Edition)（2016年6月22日）[22]
- Fairy（2016年9月7日）[23]
- Fairy ～A·I～ 愛（2021年9月8日）[24]

### 參加作品
- 「麗人 REIJIN SHOWA ERA」（2015年7月1日，Victor Entertainment）
  - 「仰望夜空的星辰（日语：見上げてごらん夜の星を (曲)）」的翻唱[25]
- 越路吹雪致敬專輯（2016年12月21日）
  - 的翻唱[26]。

## 腳註

## 外部連結
- 涼風真世｜Victor Entertainment （页面存档备份，存于） （日語）
- （日語）—涼風真世的官方個人部落格（2009年10月25日—）。
- （日語）—涼風真世的官方個人部落格（2005年10月24日—2009年10月24日）。
- （日語）—WEB THE TELEVISION（日语：ザテレビジョン）
- ，存于 （日語）—goo人名事典
- 涼風真世 （页面存档备份，存于） （日語）—kotobank
- 涼風真世 （页面存档备份，存于） （日語）—KINENOTE
- 涼風真世 （页面存档备份，存于） （日語）—oricon
- 涼風真世 （页面存档备份，存于） （日語）—MOVIE WALKER PRESS（日语：MOVIE WALKER PRESS）
- 涼風真世 （页面存档备份，存于） （日語）—電影.com（日语：映画.com）
- 涼風真世 （页面存档备份，存于） （日語）—allcinema（日语：allcinema）
- 日本電影數據庫（JMDb）上涼風真世的資料（日語）